# Panathīnaïkos Athlītikos Omilos 1975-1976
Questa voce raccoglie le informazioni riguardanti il Panathīnaïkos Athlītikos Omilos nelle competizioni ufficiali della stagione 1975-1976.

## Stagione
Affidato ad Aymoré Moreira, commissario tecnico della nazionale brasiliana campione del Mondo 1962, il Panathinaikos concluse il campionato al quarto posto, mancando la qualificazione in Coppa UEFA per tre punti e fu eliminato in semifinale di Coppa di Grecia dall'Iraklis.

## Maglie e sponsor
Tutte le divise introdotte nella stagione 1974-1975 vengono confermate anche per la stagione 1975-1976.
| Manica sinistra · Manica sinistra · Maglietta · Manica destra · Manica destra · Pantaloncini · Calzettoni |

## Rosa
| N. |                   | Ruolo | Calciatore           |
| -- | ----------------- | ----- | -------------------- |
|    | Grecia (bandiera) | P     | Vasilīs Kōnstantinou |
|    | Grecia (bandiera) | P     | Nikos Vallianos      |
|    | Grecia (bandiera) | D     | Giorgios Vlahos      |
|    | Grecia (bandiera) | D     | Anthimos Kapsīs      |
|    | Grecia (bandiera) | D     | Mimis Demetriou      |
|    | Grecia (bandiera) | D     | Nikos Karamanlis     |
|    | Grecia (bandiera) | D     | Stelios Stefanakis   |
|    | Grecia (bandiera) | D     | Giorgos Gonios       |
|    | Grecia (bandiera) | C     | Vassilis Karaiskos   |
|    | Grecia (bandiera) | C     | Spyros Livathīnos    |
|    | Grecia (bandiera) | C     | Dīmītrīs Domazos     |

| N. |                       | Ruolo | Calciatore            |
| -- | --------------------- | ----- | --------------------- |
|    | Grecia (bandiera)     | C     | Kostas Eftherakis     |
|    | Grecia (bandiera)     | C     | Nikos Oikonomou       |
|    | Jugoslavia (bandiera) | C     | Borivoje Đorđević     |
|    | Grecia (bandiera)     | C     | Odysseas Vakalis      |
|    | Grecia (bandiera)     | C     | Christos Yiannakoulas |
|    | Grecia (bandiera)     | A     | Antonios Antoniadis   |
|    | Grecia (bandiera)     | A     | Charīs Grammos        |
|    | Grecia (bandiera)     | A     | Kostas Vallidis       |
|    | Jugoslavia (bandiera) | A     | Fikret Mujkić         |
|    | Grecia (bandiera)     | A     | Agis Panopoulos       |
|    | Grecia (bandiera)     | A     | Takis Papadimitriou   |

## Calciomercato

### Sessione estiva
| Acquisti | Acquisti      | Acquisti             | Acquisti |
| R.       | Nome          | da                   | Modalità |
| -------- | ------------- | -------------------- | -------- |
| P        | Klis          |                      |          |
| C        | Vakalis       | Atromito Peristeriou |          |
| C        | Giannakoulias | PAO Koufalion        |          |
| C        | Ikonomou      |                      |          |
| C        | Jorcevic      |                      |          |
| A        | Muikic        |                      |          |
| A        | Fuchs         |                      |          |

## Statistiche

### Statistiche di squadra
| Competizione    | Punti | Totale | Totale | Totale | Totale | Totale | Totale | DR |
| Competizione    | Punti | G      | V      | N      | P      | Gf     | Gs     | DR |
| --------------- | ----- | ------ | ------ | ------ | ------ | ------ | ------ | -- |
| Alpha Ethniki   | 38    | 30     | 14     | 10     | 6      | 47     | -41    |    |
| Coppa di Grecia | -     | 5      | 4      | 0      | 1      | 11     | 7      | +4 |
| Totale          |       | 35     | 18     | 10     | 7      | 58     | -51    |    |

### Statistiche dei giocatori
| Giocatore     | Alfa Ethniki | Alfa Ethniki |
| Giocatore     | Presenze     | Reti         |
| ------------- | ------------ | ------------ |
| Antoniadis    | 14           | 6            |
| Dimitriou     | 22           | ?            |
| Domazos       | 15           | 3            |
| Eftherakis    | 19           | 12           |
| Giannakoulias | 19           | 1            |
| Gonios        | 27           | ?            |
| Grammos       | 18           | 3            |
| Ikonomou      | 15           | ?            |
| Jorcevic      | 13           | ?            |
| Karamanlis    | 7            | ?            |
| Kapsis        | 21           | ?            |
| Karaiskos     | 14           | ?            |
| Klis          | 1            | ?            |
| Konstantinou  | 30           | ?            |
| Livathinos    | 28           | 4            |
| Muikic        | 16           | 7            |
| Panopoulos    | 21           | ?            |
| Papadimitriou | 19           | 9            |
| Stefanakis    | 10           | ?            |
| Vakalis       | 21           | ?            |
| Validis       | 12           | 1            |
| Vlahos        | 18           | 1            |